# 加廖莱
加廖莱（義大利語：Gagliole），是意大利马切拉塔省的一个市镇。总面积24平方公里，人口657人，人口密度27.4人/平方公里（2009年）。ISTAT代码为043020。